# Ohad Knoller

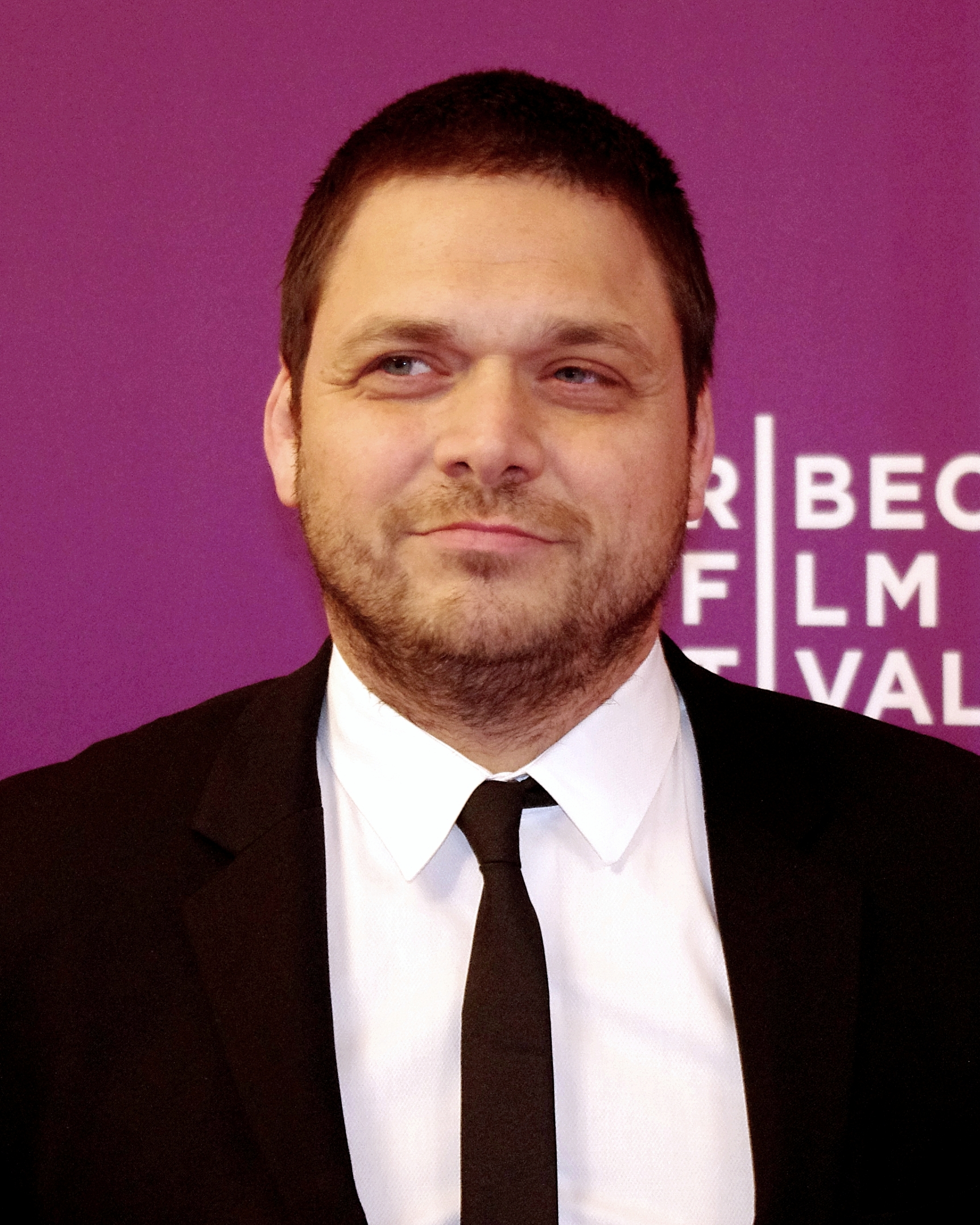
Ohad Knoller im Jahr 2012 auf der Premiere von Yossi auf dem Tribeca Film Festival.

Ohad Knoller (hebräisch אוהד קנולר; * 28. September 1976 in Tel Aviv) ist ein israelischer Film- und Theaterschauspieler.

## Leben und Wirken
Knoller besuchte die Thelma Yellin High School of the Arts in Givʿatajim, nach seinem Schulabschluss leistete er den obligatorischen Wehrdienst bei den Verteidigungsstreitkräften von Israel ab und nahm dann ein Schauspielstudium am Nissan Nativ Acting Studio in Tel Aviv auf.
Seine erste große Rolle, die des Oberleutnants Yossi spielte er 2002 in der israelischen Produktion Yossi & Jagger, die die Liebe von zwei Soldaten in der israelischen Armee thematisiert. Für seine schauspielerischen Leistungen wurde er 2003 als Bester Schauspieler auf dem Tribeca Film Festival ausgezeichnet. Seine erste Rolle in einer internationalen Produktion spielte er im Jahr 2005 in Steven Spielbergs München. Von 2008 bis 2012 spielte er in der mehrfach mit dem Ophir-Preis ausgezeichneten Serie Srugim die Hauptrolle des Nati Brenner. 2012 spielte er erneute die Rolle von Yossi im Nachfolgefilm von Yossi & Jagger, Yossi.
Neben seiner Tätigkeit als Filmschauspieler ist er auch als Theaterschauspieler tätig und war unter anderem in Der Geizige am Khan Theater Jerusalem und 2020 in A Letter to Noa am Theater Haifa zu sehen.
Knoller ist mit der Schauspielerin Noa Raba-Koller verheiratet, das Paar hat einen Sohn.

## Filmografie (Auswahl)
- 1994: Unter dem Maulbeerbaum (עץ הדומים תפוס, translit. Etz Hadomim Tafus)
- 2002: Yossi & Jagger (יוסי וג'אגר, translit. Yossi VeJagger)
- 2003: Knafayim (Miniserie, sieben Folgen)
- 2004: Shnat Effes – Die Geschichte vom bösen Wolf (שנת אפס)
- 2004: Delusions (דמיונות, translit. Dymionot)
- 2004: Ahava Ze Koev (Fernsehserie, zwei Folgen)
- 2005: München (Munich)
- 2006: The Bubble – Eine Liebe in Tel Aviv (הבועה, translit.  Ha-Buah)
- 2007: Beaufort (בופור translit. Bufur)
- 2007: Redacted
- 2008–2012: Srugim (סרוגים, Fernsehserie)
- 2011: Barefoot (יחפים, translit. Yekhefim, sechs Folgen)
- 2012: Yossi (הסיפור של יוסי, translit. Ha-Sippur Shel Yossi)
- 2015: Eine Geschichte von Liebe und Finsternis (סיפור על אהבה וחושך ,translit. Sipur al ahava ve choshech)
- 2017: Bayit Bagalil
- 2017: McMafia (Fernsehserie, eine Folge)
- 2018: Operation Finale
- 2019: Die Agentin (The Operative)
- 2020: Sh‘at Ne‘ila (שְׁעַת נְעִילָה, Fernsehserie)

## Auszeichnungen (Auswahl)
Tribeca Film Festival 2003
- Preisträger in der Kategorie Bester Schauspieler für Yossi & Jagger

Iris-Preis 2012
- Preisträger in der Kategorie Bester Schauspieler für Yossi[7]